# Two Girls and a Guy
Two Girls and a Guy est un film américain réalisé par James Toback, sorti en 1998

## Synopsis
Le film commence avec Carla Bennett (Heather Graham) et Lou (Natasha Gregson Wagner) qui attendent devant l'appartement de leur petit ami à New York. Durant la conversation, elles en viennent à parler de Blake Allen (Robert Downey, Jr.) leur même petit ami. Dans les premières minutes du film, Blake apparait comme un acteur narcissique, sortant avec elles en même temps, il prétend alors rendre visite à sa mère malade. Les jeunes femmes attendent Blake à l'intérieur de son appartement pour le confronter ensemble. L'ensemble du film se déroule à l'intérieur de cet appartement, où Blake essaye tant bien que mal de se sortir de cette situation.

## Fiche technique
- Titre original : Two Girls and a Guy
- Réalisation : James Toback
- Scénario : James Toback
- Production : Daniel Bigel, Chris Hanley, Michael Mailer, Gretchen McGowan et Edward R. Pressman
- Direction de la photographie : Barry Markowitz
- Montage : Alan Oxman
- Société de distribution :  Fox Searchlight Pictures
- Pays de production : États-Unis
- Langue originale : anglais
- Genre : Drame;Comédie
- Durée : 1h32
- Budget :
- Dates de sortie :
  - États-Unis : 18 avril 1998

## Distribution
- Robert Downey Jr.: Blake Allen
- Heather Graham: Carla Bennett
- Natasha Gregson Wagner: Lou